# I Saw You Dancing
I Saw You Dancing è un singolo del duo musicale svedese Yaki-Da, pubblicato nel 1994 su etichetta discografica Metronome Records come secondo estratto dall'album di debutto Pride. Il brano è stato scritto, composto e prodotto da Jonas Berggren degli Ace of Base.

## Tracce
CD singolo (Germania)
1. I Saw You Dancing (Radio Edit) – 3:41
2. I Saw You Dancing (Extended Version) – 4:49

CD maxi (Germania)
1. I Saw You Dancing (Radio Edit) – 3:54
2. I Saw You Dancing (Extended Version) – 4:49
3. I Saw You Dancing (East Mix) – 4:03
4. I Saw You Dancing (Tribal Radiocut) – 4:39
5. I Saw You Dancing (House Radiocut) – 5:09

## Classifiche
| Classifica (1995) | Posizione massima |
| ----------------- | ----------------- |
| Canada            | 62                |
| Germania          | 65                |
| Islanda           | 6                 |
| Norvegia          | 7                 |
| Stati Uniti       | 54                |
| Svezia            | 32                |